# 雷载权
雷载权（1928年—），男，四川内江人，中国中药学家、方剂学家，曾任成都中医学院教授，国务院学位委员会学科评议组成员。